# Johann Stephan Schmaltz
Johann Stephan Schmaltz (* 23. September 1715 in Wandersleben; † 28. April 1784 in Arnstadt) war ein Orgelbauer in Thüringen und Schüler von Johann Christoph Thielemann.

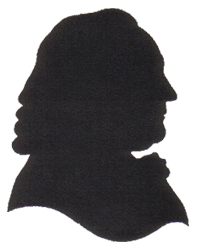
Johann Stephan Schmaltz (Schattenriss)

## Leben und Werk
Schmaltz wurde als Sohn des Leinewebers Nicol Schmaltz und seiner Ehefrau Ursula in Wandersleben geboren. Nach der Lehre bei Thielemann baute er schon 1740 die Orgel für die Kirche in Hochdorf. Es folgten Orgeln für Blankenhain 1741 und 1742 für Krakendorf. Nach dem 1743 erhaltenen Auftrag zum Umbau der Orgel in der Kirche zu Sülzenbrücken baute er 1744/45 in St. Nikolaus zu Kornhochheim, damals Filial von Sülzenbrücken, ein neues Orgelwerk mit neun Registern ein. Diese Orgel ist nach heutigem Kenntnisstand die einzige weitgehend erhaltene Schmaltz-Orgel. Seine Aufträge und Verträge unterschrieb er mit dem Zusatz „Orgelmacher von Wandersleben“.
Schmaltz wird in Schriften aus dem Turmknopf der St. Petri zu Wandersleben aus 1744 bei der Aufzählung der Personal Nobiles Honoratiores und Frey Personen erwähnt. Im Zusammenhang mit Arbeiten an der Schröter-Orgel in der St.-Petri-Kirche wird Schmaltz in den Gemeindeabrechnungen genannt. 1760 erhielt die Orgel durch ihn ein zusätzliches Register und einen Violin-Bass, hierauf verweist ein dortiger Eintrag von 1764. Zwei Jahre später wird in der Gemeinderechnung die Anschaffung eines Glockenspiels erwähnt, indem es heißt: 3 Groschen dem Org.[anisten] vor den Weg nach Arnstadt um daselbst bey dem Orgelmacher Schmaltzen sich wegen eines Glockenspiels zu erkundigen... 1770 wurde das Glockenspiel von Schmaltz eingebaut. 1779 quittierte Schmaltz mit der Bemerkung Zwei Gülden Stimm- und Wartgeld vom hiesigen Orgelwerke im Herbst 1779 sind mir anders aus denen Gemeindemitteln bar bezahlet worden. Welches hiermit quittierend bescheinige. Wandersleben, den 15. November 1779 Johann Stephan Schmaltz Orgelbauer. Im 19. Jahrhundert war man der irrigen Meinung, die Wanderslebener Orgel stamme von Schmaltz, vermutlich wegen der Häufigkeit der Wartung, die in den Gemeinderechnungen belegt wurden. Tatsächlich aber stammte sie von Johann Georg Schröter.
1746/47 schuf er die Orgel in der Ohrdrufer Kirche St.Trinitatis. Mit einem Schreiben vom 5. September 1747 bat er um Aufträge und ein Privileg beim Arnstädter Konsistorium. 1747 baute er in der Riechheimer Kirche eine neue Orgel ein. Am 10. November 1747 richtet er ein erneutes Schreiben an das Konsistorium, dem er Zeugnisse über fünf seiner Orgeln beilegte sowie die Zeichnung einer von ihm entworfenen Orgel. Als sein Lehrmeister Thielemann 1750 erkrankte, setzte er dessen Arbeiten fort und stellte die Orgel in Rehestädt fertig. Gemeinsam mit Thielemann unterschrieb er Quittungen über insgesamt 100 Taler für diese Arbeiten, die er in Raten erhielt.
1751 zog Schmaltz von Wandersleben nach Arnstadt um und erhielt dort das Bürgerrecht. Im Bürgerbuch Arnstadts wird er als privilegierter Orgelmacher von Wandersleben bezeichnet. Mit dem Umzug änderte er auch seine Unterschrift: Er zeichnete jetzt mit dem Zusatz F(ürstlich) S.(chwarzburgischer) Privilegirter Orgelbauer, ein Hinweis auf die Fürsten von Schwarzburg-Sondershausen. Wie den Rechtszettelbüchern zu entnehmen ist, wohnte er wohl im Riedviertel im „Haus unter dem Berge“, ob dort auch seine Werkstatt war, ist nicht bekannt. In diesem Jahr erhielt er auch den Auftrag zum Bau einer neuen Orgel in der Oberkirche („Barfüßerkirche“) von Arnstadt.
Anna Friederike Schmidt zu Geraberg (?) wurde seine erste Ehefrau am 30. April 1743, die am 18. Januar 1762 in Arnstadt verstarb. Seine zweite Frau wurde am 25. November 1762 Martha Maria Hentzoldt. Sie verstarb bereits 1767 nach fünfjähriger Ehe. Die dritte Ehe schloss er am 18. September 1769 in Arnstadt mit der Pfarrerswitwe Juliane Maria Hähner, geborene Wechsel, aus Thörey. Maria brachte einen Sohn, Ludwig Wilhelm Hähner, mit in die Ehe, der später die Orgelbauerwerkstatt seines Stiefvaters übernehmen und erfolgreich weiterführen sollte. Eine seiner Arbeiten waren wesentliche Änderungen der Orgel in Wandersleben in 1790, sechs Jahre nach dem Tod Schmaltz'.
Schmaltz pflegte den Kontakt zum Organisten Johann Georg Ratzmann (vermutlich nicht Mitglied der Orgelbauerfamilie Ratzmann aus Ohrdruf), der in Arnstadt von 1739 bis 1760 tätig war und die Nachfolge von Johann Ernst Bach I (1683–1739) nach dessen Tod antrat.
Nach Ernst Ludwig Gerber (1746–1819) (Neues historisch-biographisches Lexikon der Tonkünstler, 1812) hat Schmaltz noch in anderen Orten des Amtes Gehren Orgeln gebaut. Bis auf die genannten sind bisher dennoch keine weiteren Unterlagen bekannt.
Da es üblich war, aus Vorgängerorgeln brauchbare Teile bei einer neuen Orgel wieder zu verwenden, ist es nicht immer möglich, zwischen Neubau, Erweiterung und Umbau einer Orgel zu unterscheiden. Wegen Geldmangels der Auftraggeber verzögerten sich auch oft die Arbeiten, weil andererseits die Orgelbauer laut Vertrag finanzielle Sicherheiten zu bieten hatten. Der Orgelbauer war nur für die technische Seite seines Werkes verantwortlich. Für die künstlerischen Aspekte wurden Holzbildhauer herangezogen. So waren Schmaltz' künstlerische Partner in Wümbach der Bildhauer Böhler aus Arnstadt, in Ingersleben der Bildhauer David Nicolaus Widder, ebenfalls aus Arnstadt.
Johann Stephan Schmaltz starb am 28. April 1784 als Fürstlich Schwarzburgischer Hoforgelmacher in Arnstadt. In den Arnstädter Kirchenbüchern ist folgender Eintrag zu lesen: ...am 28. April früh 3 Uhr starb Hr. Johann Stephan Schmaltz, Fürstl. Schwarzburg. privilegierter Hof-Orgelmacher und wurde Donnerstag a. 29. April Abends 9 Uhr in der Stille begraben und das große Geläute bezahlt. Sein Stiefsohn Hähner und sein Sohn Johann Wilhelm Gottlob setzten sein Werk fort. Hähner baute unter anderem Orgeln in Wechmar, Milda und Geitersdorf und führte Reparaturen und Umbauten in Wandersleben (1790 und später) und Craula aus. Johann Wilhelm Gottlob Schmaltz baute Orgeln in Abtsbessingen und Almenhausen.
Bedeutende Schmaltzsche Kollegen seiner Zeit in Thüringen waren sein Lehrmeister Thielemann, Johann Tobias Gottfried Trost (1651–1721) und dessen Sohn Tobias Heinrich Gottfried Trost (~ 1680–1759). Da um 1770 fast alle Kirchen der Region eine Orgel besaßen, wurden bis auf weiteres neue Orgeln nur noch in Einzelfällen gebaut. Das änderte sich erst wieder Anfang bis Mitte des 19. Jahrhunderts, nach den Befreiungskriegen. Wichtige Vertreter der Orgelbaukunst wurden in dieser Zeit Johann Valentin Knauf (1762–1847) und sein Sohn Friedrich (1802–1883), Georg Franz Ratzmann (1771–1846) und sein Sohn Friedrich Heinrich (1800–1881).

## Werkliste
| Jahr             | Ort           | Gebäude               | Bild | Manuale | Register | Bemerkungen |
| ---------------- | ------------- | --------------------- | ---- | ------- | -------- | --- |
| 1740             | Hochdorf      | St. Udalricus         |      |         |          | nicht erhalten |
| 1741             | Blankenhain   | St. Severi            |      |         |          | |
| 1742             | Krakendorf    | Dorfkirche Krakendorf |      | I/P     | 8        | |
| 1743             | Sülzenbrücken | St. Wigbert           |      |         |          | Umbau einer Orgel von 1676, 1925 Umbau durch Rudolf Böhm                                                                   |
| 1744/45          | Kornhochheim  | St. Nikolaus          |      | I/P     | 9        | verändert erhalten |
| 1746/47          | Ohrdruf       | St. Trinitatis        |      | II/P    | 32       | nicht erhalten |
| 1747             | Riechheim     | Galluskirche          |      |         |          | |
| 1750             | Rehestädt     | St. Gangolf           |      | II/P    | 22       | Vollendung der von Johann Christoph Thielemann begonnenen Orgel                                                            |
| 1751             | Arnstadt      | Oberkirche            |      |         |          | |
| 1755             | Holzthaleben  | St. Peter und Paul    |      | II/P    | 22       | |
| 1758–1760        | Ohrdruf       | Michaeliskirche       |      | III/P   | 36       | nicht erhalten |
| 1758             | Wümbach       | Dorfkirche            |      |         |          | 1859 durch Neubau von Friedrich Wilhelm Holland ersetzt                                                                    |
| 1760             | Günthersleben | St. Petri             |      |         |          | nicht erhalten |
| 1765             | Ingersleben   | St. Maria             |      | II/P    | 21       | Prospekt und 3 Register erhalten                                                                                           |
| 1766–1768        | Elleben       | Dorfkirche Elleben    |      | II/P    | 24       | 1857 Umbau durch August Witzmann (II/P/24); verändert erhalten                                                             |
| 1745, 1760, 1770 | Wandersleben  | St. Petri             |      |         |          | Reparaturen der Orgel von Johann Georg Schröter (1724); erhalten                                                           |
| 1773             | Feldengel     | St. Matthäus          |      | II/P    | 13       | Einbau eines Glockenspiels                                                                                                 |
| 1776             | Altenfeld     | Dorfkirche Altenfeld  |      |         |          | Prospekt erhalten, 1930 durch Orgel von Wiegand Helfenbein ersetzt                                                         |
| 1777             | Dannheim      | St. Bonifatius        |      |         |          | Prospekt erhalten, 1860 durch ein Werk von Wilhelm Brenner ersetzt, seit den 1960er-Jahren nicht mehr spielbar, ausgeräumt |
| 1778             | Hohenebra     | Zur Ehre Gottes       |      | II/P    | 15       | aus Schloss Sondershausen, 1848 durch Gottlieb Knauf umgebaut; verändert erhalten                                          |
| 1780             | Holzsußra     | St. Bonifatius        |      | II/P    | 13       | nicht erhalten |